# Љубомора
Љубомора се генерално односи на мисли или осећања несигурности, страха и забринутости због релативног недостатка имовине или сигурности. Љубомора се може састојати од једне или више емоција као што су бес, љутња, неадекватност, беспомоћност или гађење. У свом првобитном значењу, љубомора се разликује од зависти, иако су ова два термина популарно постала синоними у енглеском језику, а љубомора сада такође преузима дефиницију која се првобитно користила само за завист. Ове две емоције се често мешају једна са другом, јер се обично појављују у истој ситуацији.
Љубомора је типично искуство у људским односима и примећена је код беба од пет месеци. Неки истраживачи тврде да је љубомора присутна у свим културама и да је универзална особина. Међутим, други тврде да је љубомора културолошки специфична емоција.
Љубомора може бити сумњива или реактивна, и често је појачана као низ посебно јаких емоција и конструисана као универзално људско искуство. Психолози су предложили неколико модела за проучавање процеса који леже у основи љубоморе и идентификовали факторе који доводе до љубоморе. Социолози су показали да културна уверења и вредности играју важну улогу у одређивању шта изазива љубомору и шта чини друштвено прихватљиве изразе љубоморе. Биолози су идентификовали факторе који могу несвесно утицати на испољавање љубоморе.
Љубомора је изразито непријатан афект који се заснива на посесивној љубави, односно на замишљеној или реалној претњи да ће вољена особа или објект бити напуштени или изгубљени. Јавља се на свим узрастима, а онтогенетски најранији зачеци љубоморе налазе се у најранијем детињству. Најпознатији вид љубоморе на том узрасту је непријатељски однос према млађем брату или сестри у „борби” за љубав и наклоност мајке или родитеља као пара. У периоду када се јавља Едипов комплекс, развија се љубомора у односу на једног родитеља. Такав облик љубоморе је несвестан и може бити извор снажног осећаја кривице. Типови љубоморе код одраслих су веома различити и увек се индивидуално тумаче факторима који су партнерима, али и особи која је љубоморна, често неразумљиви. Љубомора може имати значајну улогу у објашњењу различитих, а пре свега неуротских поремећаја.

## Теорије

### Научне дефиниције
Људи не изражавају љубомору кроз једну емоцију или једно понашање. Они уместо тога изражавају љубомору кроз различите емоције и понашања, што отежава формирање научне дефиниције љубоморе. Уместо тога, научници то дефинишу својим речима, као што илуструју следећи примери:

- „Романтична љубомора се овде дефинише као комплекс мисли, осећања и радњи које прате претње самопоштовању и/или претње постојању или квалитету везе, када су те претње генерисане перцепцијом потенцијалне привлачности између партнера. и (можда имагинарног) ривала.“

- „Љуомора је, дакле, свака аверзивна реакција која се јавља као резултат екстрадијадне везе партнера за коју се сматра да ће се вероватно појавити.“

- „Љубомора је концептуализована као когнитивни, емоционални и бихевиорални одговор на претњу у вези. У случају сексуалне љубоморе, ова претња произилази из сазнања или сумње да је нечији партнер имао (или жели да има) сексуалну активност са трећом страном. У случају емоционалне љубоморе, појединац се осећа угрожено због емоционалне укључености и/или љубави према трећој страни њене или његовог партнера.“

- „Љубомора се дефинише као одбрамбена реакција на уочену претњу цењеном односу, која произилази из ситуације у којој је укљученост партнера у неку активност и/или друге особе у супротности са дефиницијом љубоморне особе о њиховом односу.“

- „Љубомора је изазвана претњом одвајања или губитка романтичног партнера, када се та претња приписује могућности романтичног интересовања партнера за другу особу.“

Ове дефиниције љубоморе деле две основне теме. Прво, све дефиниције подразумевају тријаду састављену од љубоморног појединца, партнера и перцепције треће стране или ривала. Друго, све дефиниције описују љубомору као реакцију на уочену претњу односу између двоје људи или дијаде. Љубоморне реакције обично укључују аверзивне емоције и/или понашања за која се претпоставља да штите њихове односе везаности. Ове теме чине суштинско значење љубоморе у већини научних студија.

#### Поређење са завишћу
Популарна култура користи реч љубомора као синоним за завист. Многе дефиниције речника укључују упућивање на завист или завидна осећања. Заправо, преклапање употребе љубоморе и зависти има дугу историју.

Термини се користе неселективно у популарним књигама за добро расположење као што је Љубомора Ненси Фрајдеј, где се израз 'љубомора' примењује на широк спектар страсти, од зависти до пожуде и похлепе. Док оваква употреба замагљује границе између категорија које су интелектуално вредне и психолошки оправдане, таква конфузија је разумљива, јер историјска истраживања термина указују на то да те границе дуго представљају проблеме. Фасцинантни етимолошки преглед речи у романским и германским језицима Маргот Грзивац потврђује, заиста, да је тај концепт био један од оних који се показао најтеже за изражавање у језику и због тога је међу последњима нашао недвосмислен термин. Класични латински је користио реч invidia, без стриктне разлике између зависти и љубоморе. Тек у посткласичној ери латински је позајмио касну и поетску грчку реч zelotypia и припадајући придев zelosus. Од овог придева су изведени француски jaloux, провансалски gelos, италијански geloso и шпански celoso.

Можда се преклапајућа употреба љубоморе и зависти јавља зато што људи могу искусити и једно и друго у исто време. Особа може завидети особинама или имовини некога ко је такође романтични ривал.. Заправо, романтична љубомора се чак може тумачити као облик зависти. Љубоморна особа може завидети на наклоности коју њен партнер пружа ривалу – наклоности коју љубоморна особа осећа да има право на себе. Људи често користе реч љубомора као широку ознаку која се односи и на искуства љубоморе и на искуства зависти.
Иако популарна култура често користи љубомору и завист као синониме, савремени филозофи и психолози су се залагали за концептуалне разлике између љубоморе и зависти. На пример, филозоф Џон Ролс прави разлику између љубоморе и зависти на основу тога што љубомора укључује жељу да се задржи оно што се има, а завист жељу да се добије оно што се нема. Тако је дете љубоморно на пажњу својих родитеља према брату или сестри, али завидно на новом бициклу своје другарице. Психолози Лаура Гереро и Петер Андерсен су предложили исту разлику. Они тврде да љубоморна особа „схвата да поседује цењену везу, али је у опасности да је изгуби или барем да се промени на непожељан начин“, док завидљива особа „не поседује цењену робу, али жели да је поседује“. Герод Парот скреће пажњу на различите мисли и осећања која се јављају у љубомори и зависти.